# Nancy Morgan
Nancy Karen Morgan, née le 1er avril 1949 à Minneapolis, Minnesota (États-Unis), est une actrice américaine.

## Biographie
Nancy Morgan est née le 1er avril 1949 à Minneapolis, Minnesota (États-Unis), est une actrice américaine.
Ses parents sont Marjorie (née Greenfield) et Samuel A. Morgan, Jr.. Son oncle est John "Red" Morgan, qui a reçu la Médaille d'Honneur pour son courage lors la Seconde Guerre mondiale en 1943, les évènements qui ont ensuite été romancés dans le film Un homme de fer.

### Vie privée
Elle a été mariée avec l'acteur John Ritter de 1977 à 1996. Ils ont eu trois enfants : Jason (17 février 1980), Carly (1er mars 1982) et Tyler Ritter (31 janvier 1985).

## Filmographie

### Cinéma

#### Longs métrages
- 1977 : Lâchez les bolides (Grand Theft Auto) de Ron Howard : Paula Powers
- 1977 : Fraternity Row de Thomas J. Tobin : Jennifer Harris
- 1979 : Americathon de Neal Israel : Peggy Williams
- 1980 : Pray TV de Rick Friedberg : Lucy Beth
- 1983 : Hambone and Hillie de Roy Watts : Ellen
- 1987 : Voyage au bout de l'horreur (The Nest) de Terence H. Winkless : Lillian
- 1991 : Lucky Luke de Terence Hill : Lotta Legs
- 2008 : Good Dick de Marianna Palka : La serveuse
- 2015 : Always Worthy de Marianna Palka : Beverly Jenson

#### Courts métrages
- 1989 : Behind God's Back de Judyann Elder : Sara
- 2014 : Boston de Mario R. Coello : Jane
- 2016 : Heirloom de Marianna Palka : Ella

### Télévision

#### Séries télévisées
- 1975 : Lucas Tanner : Laurie
- 1976 : McMillan & Wife : Jenny
- 1976 : Shazam! : Kathy
- 1978 : The Hardy Boys/Nancy Drew Mysteries : Agent Spécial Mélanie Wilson
- 1978 : Good Times : Cindy Crebbins
- 1978 : What's Happening!! : Mme Peterson
- 1979 : Backstairs at the White House : Margaret Truman
- 1982 : Arnold et Willy (Diff'rent Strokes) : Kate
- 1983 : La croisière s'amuse (The Love Boat) : Joanie Hoffman
- 1988 : Flic à tout faire (Hooperman) : Infirmière Daigler
- 1989 : Have Faith : Une infirmière
- 1992 : Lucky Luke : Lotta Legs
- 2018 : Break a Hip : Yolanda Kincade

#### Téléfilms
- 1988 : Tailleur croisé et bas résille (Tricks of the Trade) de Jack Bender : Sally
- 1990 : The Dreamer of Oz de Jack Bender : Helen Leslie Gage
- 1993 : Battement de cœur (Heartbeat) de Michael Miller : Zelda